# Liste de médias de l'altermondialisme
 (mars 2023).
- Si vous ne connaissez pas le sujet, laissez ce bandeau (vous pouvez alors contacter les auteurs).
- Si vous supprimez le contenu mis en cause (vous pouvez préalablement contacter les auteurs),

argumentez précisément cette suppression dans la page de discussion
(un manque de référence n'est pas un argument ; une recherche réelle de référence doit avoir été effectuée, être formellement documentée).
Cet article sur les médias de l'altermondialisme recense les médias alternatifs altermondialistes ou principalement consacrés à l'altermondialisme et contient également des références de documents, dossiers, textes, vidéos, audios utiles pour l'analyse du mouvement altermondialiste ou de l'altermondialisation. Elle complète la bibliographie de l'altermondialisation qui elle ne reprend que les livres publiés.

## Rôle des médias
Le rôle des médias est très important dans l'histoire du mouvement altermondialiste : en France, c'est en décembre 1997 Le Monde diplomatique dans lequel son directeur, Ignacio Ramonet, publie un éditorial intitulé Désarmer les marchés, qui suscite des milliers de réponses de lecteurs qui permettront la création de l'organisation Attac. De manière plus instrumentale, le premier centre Indymédia a été  créé pour coordonner la couverture du rassemblement de Seattle en 1999.
Le rôle d'Internet est également primordial : les altermondialistes l'utilisent largement pour aider à la communication entre organisations ayant une thématique proche, parfois de continents différents, pour coordonner des campagnes internationales, pour faire passer des informations que les médias classiques, accusés d'être ligotés de par leur appartenance à de grands groupes financiers, ne diffuseraient pas.
Pour le mouvement altermondialiste, il est crucial d'avoir des médias qui répercutent ces informations, d'où l'importance des médias alternatifs dans la diffusion des idées, argumentes propositions et contrepropositions.

## Médias de l'altermondialisme
Pour un éventail plus complet, présentant notamment les médias par thématiques principales, voir l'article média alternatif.

### Presse écritealtermondialiste
Des revues, des périodiques, des éditions dont certaines comme Les Éditions Raisons d'agir, ont participé activement à la naissance de l'altermondialisme ou à sa structuration.  
Quelques médias recensés ici ont un article dédié, pour les autres, il y a un commentaire succinct les situant dans l'évolution du mouvement altermondialiste. 
/// cette liste est loin d'être complète et demanderait plus de références "internationales" 
- Actualutte, lancé le 3 mai 2011, Actualutte est un journal bimensuel international indépendant qui traite des alternatives au système néolibéral et qui médiatise les Résistances
- Médiacritique(s), la revue de l'association Acrimed spécialisée dans la critique des médias dominants.
- Altermondes, revue trimestrielle de solidarité internationale fondée en mars 2005.
- Alternative libertaire : mensuel autogéré, altermondialiste et libertaire de l'organisation du même nom.
- Alternatives économiques, magazine mensuel d'économie[2]
- Article 11, trimestriel distribué en kiosques et par abonnement sur le net
- Billets d'Afrique, est un bulletin mensuel d'information alternative, qui traite essentiellement des problèmes de l'Afrique. L'association survie en est à l'origine.
- La Brique, bimestriel de Lille et sa région depuis 2007
- CQFD (journal), mensuel de critique et d'expérimentation sociales depuis 2003.
- EcoRev' revue d'écologie politique.
- Fakir, bimensuel proche de la gauche radicale.
- Golias Magazine hebdomadaire de chrétiens de gauche[2].
- Imagine demain le monde, bimestriel belge sur l'international, transversal et écologiste.
- L'âge de faire est un journal papier national et mensuel, indépendant, ciblé tous publics, pour mettre à la disposition du plus grand nombre, les ressources que sont l’écologie, la citoyenneté et la solidarité.
- L'Empaillé, journal aveyronnais
- L'envolée, focalisé sur les conditions dans les milieux carcéraux
- La Décroissance, sous-titré le journal de la joie de vivre, journal des Casseurs de pub.
- Le Courrier, quotidien suisse édité à Genève.
- Le tigre, est un magazine généraliste indépendant et sans publicité, distribué en kiosques et en librairies
- Le Gri-Gri International, journal satirique panafricain.
- Le Monde diplomatique, le journal de référence de l'altermondialisme en France[2].
- Le Plan B, journal satirique sur les médias faisant suite à Pour lire pas lu.
- Les renseignements généreux, collectif qui a édité un grand nombre de brochures thématiques, librement téléchargeables sur le web.
- Lutopik, magazine trimestriel, artisanal et vagabond, reportages, enquêtes, photos.
- Mouais, le mensuel dubitatif... Quoique, journal satirique niçois anarchiste, de la presse pas pareille.
- Multitudes
- Politis, hebdomadaire proche de la gauche radicale[2].
- Limite, revue d'écologie intégrale
- S!lence, une revue écologiste, altermondialiste et non violente.
- Sortir du nucléaire, journal trimestriel axé sur les alternatives à l'utilisation de l'énergie nucléaire
- Transrural initiatives, revue participative mensuelle d'information alternative sur les espaces ruraux
- Z, journal itinérant distribué dans un camion.

Voir aussi la catégorie :Presse altermondialiste

### Sites Web dejournalisme en ligne
- Acrimed (Action critique médias), association de journalistes, fondatrice de l'Observatoire français des médias.
- AlterNet journal américain en ligne.
- Observatoire français des médias
- Basta !, agence d'informations sur les luttes environnementales et sociales.
- Bellaciao
- Indymédia : réseau internet d'information libre.
- Le Journal des Alternatives - Une plateforme altermondialiste : outil regroupant le Journal des Alternatives animé par l’ONG Alternatives et Plateforme altermondialiste, animée par le Réseau international pour l’innovation sociale et écologique (RÏSE)
- Mr Mondialisation : média d'actualité francophone indépendant et citoyen
- Rabble (Canada).
- Rezo.net : portail revue de presse.
- RISAL : Réseau d’information et de solidarité avec l’Amérique latine.

### Radio
- Là-bas si j'y suis, émission radio et site internet animée par Daniel Mermet (diffusée sur France Inter jusqu'en juin 2014). 
 (Note: Une partie de l'ancienne équipe de Mermet réalise l'émission Comme un bruit qui court sur France Inter.
- Democracy Now! (États-Unis)

### Vidéo:Web TV
- LaTéléLibre
- Zaléa TV 2000-2007
- (en + fr) CUTV Concordia University Television
- L'AlterJT

### Maisons d'édition altermondialistes
- Éditions Agone
- Liber-Raisons d'agir [2]
- Éditions Dagorno
- L'échappée
- Éditions L'Esprit Frappeur
- Les liens qui libèrent
- Lux Éditeur
- Mango Littérature
- Écosociété (Canada)
- Éditions Mille et une nuits bien que filiale d'Hachette elle publie les livres d'ATTAC, entre mille autres écrits anarchistes et anticapitalistes.

## Les forums sociaux
- Forum social asiatique : Asian Social Forum (en)
- Forum social méditerranéen : Mediterranean Social Forum (en)
- Forum social de Liverpool (Royaume-Uni) : Liverpool Social Forum (en)
- Forum social des États-Unis : Atlanta a accueilli le premier United States Social Forum (en) du 27 juin au 1er juillet 2007, à l'initiative du Forum social[3].
- Forum social québécois
- Forum social européen

## Documents des organisations, associations de l'altermondialisme
La plupart des documents de référence, propositions fondatrices qui ont aidé à structurer l'altermondialisme sont liées à des organisations, comme la plateforme d'ATTAC, les propositions de la marche mondiale des Femmes, le concept de souveraineté alimentaire issu de Via campesina. 
Bien que ces textes ne fassent pas l'unanimité dans le mouvement altermondialiste, puisqu'ils expriment les propositions d'associations, ils sont des points de départ de débats.  
Certains textes ont déjà fait l'objet de synthèses accessibles dans les articles, d'autres sont référencés de manière dispersée dans des articles. 
/// cette partie à compléter devrait recenser les organisations qui ont produit des documents de référence :  en attendant 
ATTAC :
- Les 21 exigences d’Attac pour le traité « constitutionnel » (2003).
- Les 10 principes des Attac d'Europe pour un traité démocratique (2007).

## Dossiers
- Dossier "Altermondialisme et anticapitalisme" dans le numéro 13 de la revue Socialisme international, 2005.
- Articles édités par Le Monde diplomatique : Altermondialisme, Altermondialiste.